# Monster & Maskiner
Monster & Maskiner var en svensk electronicamusikgrupp. De släppte sitt första album på Rabid Records år 2000 och har sedan dess släppt ytterligare ett album år 2005 och en singel år 2004. 
År 2007 spelade bandet in fem låtar som är remakes av Last Days of April. Musiken de spelar är melodiös och påminner mycket om Detektivbyrån och Pluxus. Monster & Maskiner använder sig av SidStation vilket bidrar till känslan av gamla datorspel. Mer betydande för deras musik har dock användandet av Casio SK-1, Casio PT-30, Korg Micro-preset och ett bandeko av märket Semprini varit.

## Diskografi

### Album
- 2000 - Monster & Maskiner
- 2005 - Never Die!

### EP
- 2007 - Remixed by Monster & Maskiner

### Singlar
- 2004 - I Won't Stay (7")